# بطنج بحري
البطنج البحري أو الستاكس البحري (باللاتينية: Stachys maritima) نوع نباتي يتبع جنس البطنج من الفصيلة الشفوية.

## الموئل والانتشار
موطنه المغرب العربي وشمال حوض البحر الأبيض المتوسط والقوقاز.